# Districtul Vlorë

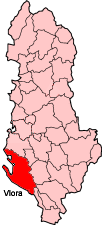
Districtul Vlorë în Albania

Vlorë este un district în Albania. Acolo traiesc aromani.
1. 1 2  GeoNames